# Comunità montana Monti Lattari
La Comunità montana Monti Lattari è una comunità montana campana.
L'Ente è stato istituito dalla L.R. 20 dell'11.12.2008 con l'accorpamento di due comunità montane (ora soppresse), la Comunità montana Monti Lattari - Penisola Sorrentina e la Comunità montana Penisola Amalfitana, escludendo in entrambe i comuni che affacciano sul mare e lasciando soltanto quelli prettamente montani. Comprende otto comuni, di cui quattro della città metropolitana di Napoli e quattro della provincia di Salerno.